# Coyametla
Coyametla är en ort i Mexiko.   Den ligger i kommunen Zongolica och delstaten Veracruz, i den sydöstra delen av landet, 250 km öster om huvudstaden Mexico City. Coyametla ligger 502 meter över havet och antalet invånare är 163.
Terrängen runt Coyametla är bergig söderut, men norrut är den kuperad. Coyametla ligger nere i en dal. Runt Coyametla är det ganska tätbefolkat, med 222 invånare per kvadratkilometer. Närmaste större samhälle är Cuichapa, 15,3 km norr om Coyametla. I omgivningarna runt Coyametla växer i huvudsak städsegrön lövskog.